# Enrique González Duro
Enrique González Duro (La Guardia de Jaén, 1939) es un psiquiatra, profesor universitario, historiador y escritor español.

## Biografía
Ha trabajado durante más de 30 años en la asistencia pública, habiendo sido uno de los líderes del movimiento anti-institucional de los años 70. Dicho movimiento, que mantiene ciertos puntos de contacto con la antipsiquiatría, ponía en duda las técnicas de la psiquiatría tradicional, proponiendo alternativas, tanto de tipo teórico como práctico. González Duro puso en marcha en el año 1973 el primer Hospital de día de España. En 1981 se hizo cargo de la reforma psiquiátrica de la provincia de Jaén. Actualmente trabaja en el Hospital Gregorio Marañón de Madrid, colaborando también habitualmente en prensa, radio y televisión.
Sus intereses literarios son muy diversos, aunque se hallan vinculados de una u otra forma a su profesión. Abarcan desde los temas estrictamente científicos —La paranoia, Historia de la psiquiatría—, a los temas de actualidad —El miedo en la posguerra, El riesgo de vivir: las nuevas adicciones del siglo XXI—. Constituye su especialidad la biografía psicológica de personajes históricos —Felipe González, Juan Ramón Jiménez, Francisco Franco, etc.—, faceta en la que destaca por su amenidad, su notoria agudeza y un respeto escrupuloso a la verdad histórica.
Como psiquiatra, conoce y trata al poeta Leopoldo María Panero, del que a la postre publica una "biografía interior" bajo el título Leopoldo María Panero: Locura familiar (2018).